# La Bicyclette bleue
Cet article concerne le roman. Pour la mini-série, voir La Bicyclette bleue (mini-série).
La Bicyclette bleue est un roman historique (ou/et d'amour) de Régine Deforges paru en 1981. Il est le premier tome d'une trilogie dont l'action se déroule pendant l'occupation allemande de la France et qui comprend également 101, avenue Henri-Martin et Le Diable en rit encore. Mais La Bicyclette bleue est surtout le premier livre d'une saga comprenant dix ouvrages. Le titre se réfère au moyen de locomotion utilisé par Léa pour passer la ligne de démarcation. 

## Résumé
Été 1939. Léa Delmas, 17 ans, est une belle jeune fille insouciante, un peu sauvageonne, vivant au sein d'une famille unie propriétaire du vignoble de Montillac, près de Bordeaux. Sa famille comprend ses parents, Pierre et Isabelle, et aussi ses sœurs, Françoise l'aînée et Laure la cadette. Léa est éprise d'un voisin, Laurent d'Argilat, mais celui-ci, bien qu'éprouvant de forts sentiments pour elle, épouse sa cousine Camille, jeune femme d'apparence terne et fragile. Leurs fiançailles sonnent également le début de la Seconde Guerre mondiale. Léa, furieuse, se fiance avec le frère de Camille, Claude, mais ce dernier meurt dès les premiers jours de la guerre. Léa rencontre à l'occasion des fiançailles de Laurent et Camille, un homme plus âgé qu'elle, François Tavernier, entouré d'une aura mystérieuse : il ne lui cache pas qu'il souhaite faire d'elle sa maîtresse. Léa s'en défend, bien qu'elle se sente étrangement attirée par lui.
À Paris, Léa tolère difficilement l'amitié inconditionnelle que lui porte Camille à la seule fin d'approcher Laurent. Celui-ci, avant de rejoindre son régiment, lui fait promettre de veiller sur Camille dont la grossesse difficile met sa vie en danger.
Quand les Allemands envahissent Paris, Léa et Camille, au plus mal, rejoignent les milliers de Français sur les routes de l'exode avec son cortège de bombardements et d'horreurs ; elles rencontrent François Tavernier et Léa se donne à lui. Leur voyage se révèle long et périlleux. En effet, l'état de santé de Camille se dégrade et les deux amies se voient contraintes d'emménager quelque temps à Montmorillon, un village sur leur trajet. Là, elles sont hébergées chez Madame Trillaud, une vieille femme qui les aide malgré une maison trop petite et une famille nombreuse. Le médecin conseille alors à Camille de rester allongée jusqu'à son accouchement, mais cette dernière sentant Léa inquiète et pressée de revoir sa famille, décide de prendre la route malgré l'avis du médecin. En arrivant près de Montillac, Camille ressent des contractions et Léa se voit obligée de demander de l'aide aux seules personnes disponibles : les Allemands d'un poste de garde. Elle parvient grâce à eux à faire accoucher Camille mais elle découvre aussi qu'ils réquisitionnent le domaine et qu'ils sont à l'origine de la mort de sa mère, Isabelle. Ensuite tout se complique. Sa famille est partagée entre un oncle, Luc, qui s'avère collabo et fier de ses amitiés avec les Allemands et son autre oncle, le dominicain Adrien qui est très engagé dans la résistance de la région bordelaise. 
Malgré elle, Léa se retrouve au cœur des situations complexes engendrées par l'Occupation : gestion du domaine, convoitise des voisins, les Fayard, dues à des difficultés financières, liaison entre sa sœur Françoise et un Allemand, Otto Kramer. Cette rencontre a pu se faire car Otto fait partie de ceux qui ont réquisitionné le domaine de Montillac. Léa intègre instinctivement la Résistance intérieure française tout en poursuivant sa liaison chaotique avec Tavernier. Son amitié forcée avec Camille devient réelle, notamment grâce à son bébé, prénommé Charles. Ses sentiments pour Laurent s'estompent peu à peu pour laisser place à une vraie passion pour Tavernier, même si elle se retrouve pendant quelque temps coincée dans une relation avec son ami d'enfance, Mathias Fayard, collaborateur, qui menace de la dénoncer si elle refuse de l'épouser après la guerre.
Dans les autres tomes, 101, avenue Henri-Martin et Le Diable en rit encore Léa partage sa vie entre Montillac et Paris devant aller de l'un à l'autre pour ne pas trop attirer l'attention de la police sur ses activités.

## Inspirations
Pour la Bicyclette bleue, Régine Deforges est accusée de contrefaçon par les ayants droit du roman Autant en emporte le vent, de Margaret Mitchell. S'ensuit une saga judiciaire : le tribunal de grande instance de Paris considère le 6 décembre 1989 qu'il y a effectivement contrefaçon, mais Régine Deforges fait appel et la cour d'appel de Paris lui donne raison le 21 novembre 1990. L'affaire est portée devant la cour de cassation, qui le 4 février 1992 casse le jugement de la cour d'appel de Paris et renvoie le procès devant la cour d’appel de Versailles, qui déclare le 15 décembre 1993 qu'il n'y a pas contrefaçon.
Régine Deforges admet que la trame d'Autant en emporte le vent constitue effectivement la base de son roman de manière volontaire, évoquant à ce titre une sorte de « pari » entre elle et son éditeur, Jean-Pierre Ramsay.
Elle indique avoir également, pour les interventions du personnage Raphaël Mahl, repris intégralement « l'œuvre et les propos de Maurice Sachs », en guise de jeu, regrettant que personne ne l'ait remarqué. Dans l'ouvrage, ce personnage que Régine Deforges décrit comme un « écrivain [et journaliste] homosexuel, [demi-juif], opportuniste, inquiétant », « se livre [finalement] à la plus abjecte collaboration ». Enfermé dans une prison française contrôlée par les nazis, le personnage y sera sauvagement massacré par des résistants (eux aussi prisonniers), qu'il considérera comme manipulés par un gardien collaborationniste. L'auteur se démarque ainsi de la réalité historique (évacué d'un camp nazi et épuisé après trois jours de marche forcée, Sachs fut tué par un gardien SS).

## Suite
La Bicyclette bleue est non seulement le premier tome d'une trilogie mais elle est aussi le premier tome d'une saga à succès. Outre la trilogie initiale, la saga comporte sept autres ouvrages :
- Noir tango qui se déroule en Argentine où Léa Delmas et François sont partis traquer les criminels nazis qui se sont réfugiés en Argentine pour échapper aux procès de Nuremberg en Allemagne ;
- Rue de la Soie qui se déroule pendant la guerre d'Indochine. Léa et François y sont allés pour régler les affaires de François qui a passé son enfance au Vietnam ;
- La Dernière Colline qui est la suite des aventures de Léa et François au Vietnam, où elle rencontrera notamment Hô Chi Minh ;
- Cuba libre ! qui cette fois se passe sur l'île de Cuba pendant la révolution cubaine ;
- Alger, ville blanche, dont l'action se déroule cette fois en Algérie pendant la guerre d'indépendance ;
- Les Généraux du crépuscule, suite d'Alger, ville blanche ;
- Et quand viendra la fin du voyage, qui est le dernier tome de la saga et qui se déroule en Amérique du Sud et plus particulièrement en Bolivie. Il est encore question dans ce roman de la poursuite des criminels nazis mais on est ici en 1966, c'est-à-dire vingt-et-un ans après la fin de la Seconde Guerre mondiale.

## Adaptations
- La Bicyclette bleue, série de trois téléfilms, France, 2000.